# Pomnik Ignacego Jana Paderewskiego w Warszawie
Pomnik Ignacego Jana Paderewskiego w Warszawie – pomnik znajdujący się w parku Ujazdowskim, upamiętniający Ignacego Jana Paderewskiego.

## Opis
Rzeźba projektu Michała Kamieńskiego została wykonana z inicjatywy Polonii, która pragnęła uhonorować działalność patriotyczną i artystyczną zasłużonego Polaka. Nieznany jest skład komitetu organizacyjnego, który chciał ufundować pomnik już za życia Paderewskiego, wiadomo jedynie, że współdziałali z nim Jan Wedel i dyrektor cmentarza Bródnowskiego Władysław Gajkowski.
Pomnik odlany został tuż przed wybuchem II wojny światowej w Odlewni Metali Półszlachetnych przy ul. Solec 83 w Warszawie. Rzeźba odlana z brązu była przez Niemców przeznaczona na przetopienie, ale m.in. dzięki właścicielowi odlewni Czesławowi Chojnowskiemu została rozmontowana i w kilku częściach zakopana na terenie posesji. Po wyzwoleniu miasta Chojnowski wydobył ją z ziemi, złożył i ustawił przed swoją odlewnią, poszukując bezskutecznie członków komitetu budowy pomnika. Rzeźbą zaopiekował się Władysław Gajkowski, który przetrzymywał ją przez pewien czas na posesji swojego zięcia Zygmunta Jeznackiego na Mokotowie. W 1953 zmarł Chojnowski, a wkrótce potem Gajkowski.
W 1956 pomnik został przejęty przez władze, po czym trafił do magazynu w podziemiach Muzeum Warszawy, skąd przewieziono go później do spółdzielni Brąz Dekoracyjny przy ul. Hożej 55 (dawna Odlewnia Braci Łopieńskich). Po odświeżeniu rzeźbę planowano postawić w miejscu publicznym w 1971, w 30. rocznicę śmierci artysty, lecz plany te nie zostały zrealizowane. Dopiero pod koniec 1977, z inicjatywy Stanisława Lorentza, rzeźba opuściła odlewnię przy ul. Hożej.
Pomnik przekazany został w 1977 Muzeum Narodowemu i stanął wkrótce na dziedzińcu wewnętrznym muzeum. Jednocześnie Stanisław Lorentz przy wsparciu Towarzystwa Przyjaciół Warszawy zaczął zabiegać o ustawienie pomnika w centrum Warszawy – ostatecznie został on odsłonięty w 1978.
Pierwotnie pomnik planowano ustawić w parku Skaryszewskim im. Ignacego Jana Paderewskiego, lecz zdecydowano się na inne miejsce – przy ul. Okólnik, w sąsiedztwie Pałacu Ostrogskich i Państwowej Wyższej Szkoły Muzycznej w Śródmieściu. Lokalizację tę uzasadniano bliskością pałacu, w którym mieścił się kiedyś Instytut Muzyczny – miejsce studiów Paderewskiego do 1878. Uroczyste odsłonięcie nastąpiło 16 września 1978 w obecności m.in. wiceprezydenta m. st. Warszawy Michała Szymborskiego oraz Wiesława Sadowskiego, który dokonał odsłonięcia. 
W 1985 pomnik został jednak przeniesiony na nowe miejsce – do parku Ujazdowskiego. Został ustawiony na wysokości wylotu alei Róż.